# كيم جرانت (تنس)
كيم جرانت (بالإنجليزية: Kim Grant)‏ مواليد 1 مايو 1971 في جنوب أفريقيا، هي لاعبة كرة مضرب جنوب أفريقية سابقة بدأت مسيرتها كمحترفة سنة 1992 وكانت تلعب باليد اليمنى، اعتزلت اللعب في 2010. أعلى تصنيف لها في الفردي كان المركز الـ 414 في سنة 1995. أعلى تصنيف لها في الزوجي كان المركز الـ 76 في سنة 2002.

## النهائيات

### الزوجي: 1 (0-1)
| الحصيلة | الرقم | التاريخ      | الدورة                   | الأرضية | الشريك             | المنافس في النهائي            | النتيجة في النهائي |
| ------- | ----- | ------------ | ------------------------ | ------- | ------------------ | ----------------------------- | ------------------ |
| الوصافة | 1.    | 27 مايو 2000 | ستراسبورغ الدولية، فرنسا | ترابية  | ماريا فينتو كابتشي | فلورنسيا لابات سونيا جياسيلان | 4–6 3–6            |

## روابط خارجية
- كيم غرانت على موقع رابطة محترفات التنس (الإنجليزية)
- كيم غرانت على موقع الاتحاد الدولي لكرة المضرب (الإنجليزية)
- كيم غرانت على موقع كأس بيلي جين كينغ (الإنجليزية)
- كيم غرانت على موقع خلاصة التنس.كوم (الإنجليزية)